# Coyolito
Coyolito är en ort i Mexiko.   Den ligger i kommunen Hueyapan de Ocampo och delstaten Veracruz, i den sydöstra delen av landet, 400 km öster om huvudstaden Mexico City. Coyolito ligger 73 meter över havet och antalet invånare är 272.
Terrängen runt Coyolito är platt åt sydväst, men åt nordost är den kuperad. Runt Coyolito är det ganska glesbefolkat, med 47 invånare per kvadratkilometer. Närmaste större samhälle är Corral Nuevo, 4,1 km söder om Coyolito. Omgivningarna runt Coyolito är en mosaik av jordbruksmark och naturlig växtlighet.